# Petrus Francius

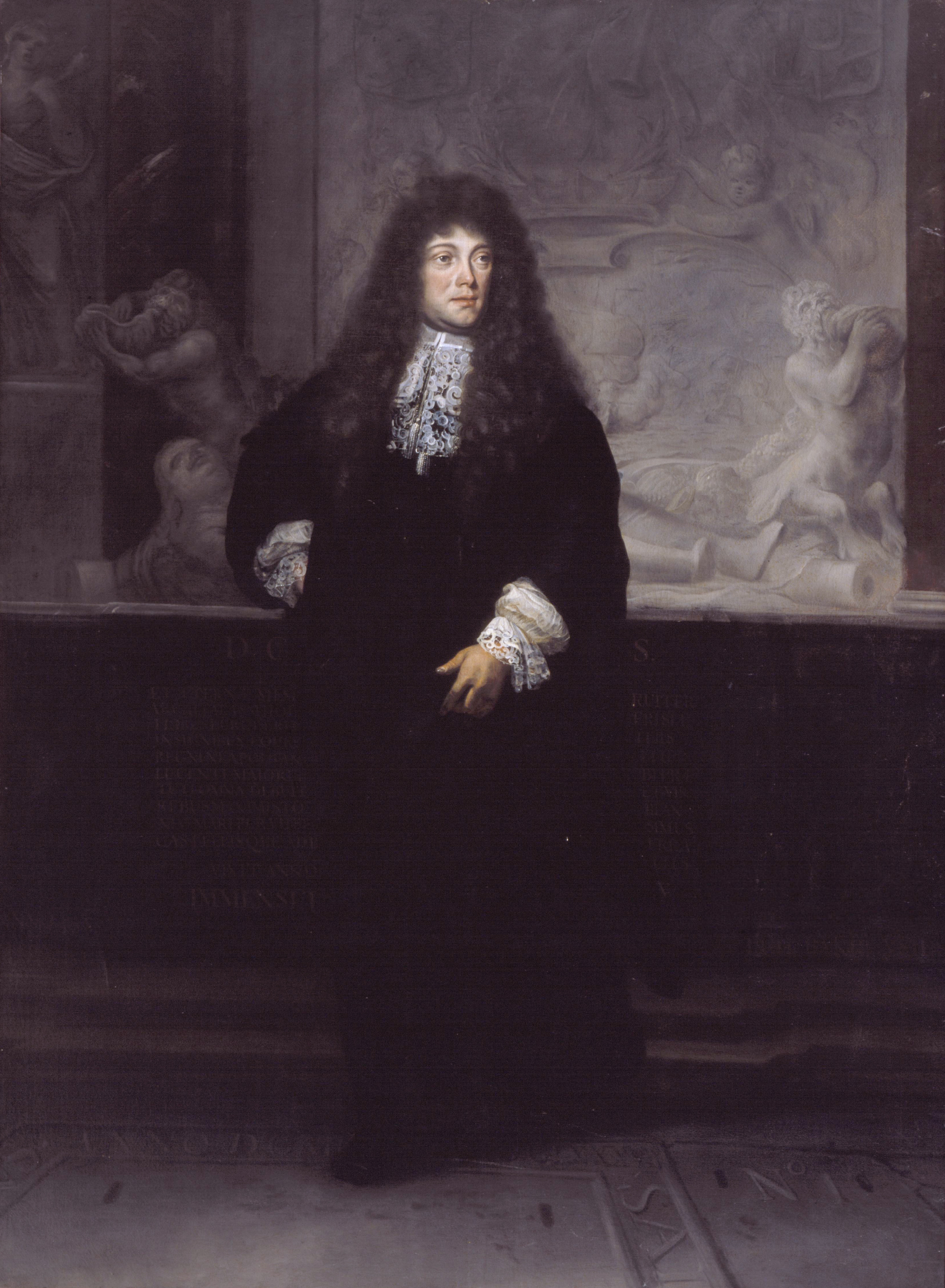
Petrus Francius (Ludolf Bakhuysen)

Petrus Francius, gelatiniseerde naam van Pieter de Frans, (Amsterdam, 19 augustus 1645 – aldaar 19 augustus 1704) was hoogleraar in de welsprekendheid, de geschiedenis en het Grieks aan het Amsterdamse Athenaeum Illustre en een Latijns redenaar en dichter.

## Jeugd en studietijd
Francius werd in 1645 geboren als zoon van de Amsterdamse wijnkoper Jacob de Frans en Margarita Wachters. Hij doorliep de Latijnse school in Amsterdam en schreef zich in 1662 in als student te Leiden. Zijn belangrijkste leermeester was Johann Friedrich Gronovius (1611-1679), met wie Francius langdurig een briefwisseling zou voeren. In de jaren 1669-1671 maakte hij een ongeveer tweejarige studiereis door Engeland, Frankrijk en Italië. Daarbij promoveerde hij in het Franse Angers tot doctor in de beide rechten. Na terugkomst van zijn reis verbleef Francius vrijwel zijn hele verdere leven in Amsterdam. Hij zou ongetrouwd blijven. Tot zijn goede vrienden behoorden Nicolaas Heinsius en Jan van Broekhuizen.

## Benoeming aan het Athenaeum Illustre
In 1672 stond Francius waarschijnlijk op de nominatie benoemd te worden als hoogleraar in de welsprekendheid aan het Amsterdamse Athenaeum Illustre. Hij hield zijn eerste redevoering De Studio eloquentiae (Over de studie van de welsprekendheid), maar de benoeming ging niet door vermoedelijk in verband met de tegenslagen in het rampjaar 1672.
Toen de oorlogen met Engeland over waren, droeg hij in 1674 in het Athenaeum een gedicht voor in bijna 400 hexameters Super inita cum Brittanis Pace Irenicon (Vredesgedicht over de met de Britten gesloten vrede). Op 20 april van dat jaar volgde zijn benoeming als hoogleraar in de welsprekendheid en de geschiedenis, waarna hij nog een rede hield De historiae utilitate (Over het nut van de geschiedenis). Overigens heeft hij zich met de geschiedenis maar weinig beziggehouden, en voornamelijk met de welsprekendheid. Begin 1686 werd zijn leeropdracht uitgebreid met het Grieks. Hij hield ook toen een rede: Oratio de usu et praestantia Linguae Graecae (Over het nut en de voortreffelijkheid van de Griekse taal).

## Francius en Perrault
In zijn rede uit 1686 had Francius zich al opgeworpen als voorvechter van het Latijn tegenover het Frans. In 1689 waarschuwde hij in een redevoering over Cicero met enige overdrijving voor de Fransman Charles Perrault, die in de beruchte Querelle des Anciens et des Modernes de modernen vertegenwoordigde, en gezegd zou hebben dat Cicero, als hij thans zou leven, zou moeten onderdoen voor advocaten in Parijs. Perrault reageerde verbolgen en toonde aan dat hij dat helemaal niet geschreven had. Hij poogde Francius in het openbaar aan de schandpaal te nagelen door diens reactie op te nemen achter in het derde deel van zijn Parallèle des anciens et des modernes. Francius echter liet deze tegenaanval onbeantwoord.
Het uitblijven van een reactie van Francius wekte het onbegrip van Jacob Perizonius. Hij zou de fakkel van Francius overnemen in de discussie met de modernen. Overigens konden Francius en Perizonius het slecht met elkaar vinden. In 1695 bestookten ze elkaar zelfs met schotschriften en smaaddichten.

## Francius als Latijns dichter
Al tijdens zijn studietijd was Francius met zijn eerste Latijnse gedichten naar buiten gekomen. In 1682 publiceerde hij voor het eerst een bundel Latijnse gedichten (Poemata), waarvan de laatste honderd bladzijden vertalingen bevatten uit de Anthologia Palatina. Hij zou nogmaals als dichter van zich laten spreken in de jaren 1686-1687, toen hij een aantal door Horatius en Pindarus geïnspireerde zegezangen maakte op de overwinningen op de Turken. Hij bundelde ze in 1687 in de Laurus Europaea (Europese lauwerkrans).

## Francius en de retorica
Francius zou zich echter vooral als redenaar en als leraar in de welsprekendheid laten gelden. Naast zijn academische redevoeringen was de voordracht van een bijna duizend hexameters tellend gedicht na de bijzetting van Michiel de Ruyter in de Nieuwe Kerk op 19 maart 1677 een hoogtepunt. In 1692 maakte hij een uitgave van zijn verzamelde redevoeringen: Orationes in unum collectae.
Een bijzondere plaats nam Francius in met zijn onderwijs in de retorica. Hij maakte een onderscheid tussen de eloquentia interna ('inwendige welsprekendheid', die betrekking heeft op een goede schrijftrant) en de eloquentia externa of exterior ('uitwendige welsprekendheid': de voordracht). Met de laatste moest de student volgens hem beginnen en dat moest hij vooral doen door veel Cicero te lezen en voor te dragen, maar ook andere schrijvers liet Francius wel door zijn studenten voordragen, zelfs Demosthenes in het Grieks. Dikwijls werden er openbare voordrachten georganiseerd waar de studenten de redevoeringen voordroegen. Over de ‘eloquentia exterior’ schreef hij twee instructies: Specimen Eloquentiae exterioris (1697) en Eloquentiae exterioris specimen alterum (1699). Dit waren edities van Cicero’s redevoeringen Pro Archia en Pro Marcello, gevolgd door een commentaar dat geheel gewijd was aan regels voor uitspraak en de voordracht. Deze regels werden meermalen herdrukt en vertaald. Na Francius’ dood verscheen nog een nieuwe editie van zijn redevoeringen, Orationes. Editio Secunda (Amsterdam 1705), die 45 redevoeringen bevat.

## Portret
In 1688 portretteerde de schilder Ludolf Bakhuysen Francius staande voor het grafmonument van Michiel de Ruyter in de Amsterdamse Nieuwe Kerk. Dit portret bevindt zich in de portrettencollectie van de Universiteit van Amsterdam (klik hier).

## Referentie
- Chris L. Heesakkers, ‘De hoogleraar in de welsprekendheid Petrus Francius’, in: E.O.G. Haitsma Mulier e.a. (ed.), Athenaeum Illustre. Elf studies over de Amsterdamse Doorluchtige School 1632-1877, Amsterdam: Amsterdam University Press 1997, 90-134